# 253 (число)
Вижте пояснителната страница за други значения на 253.
253 (двеста петдесет и три) е естествено, цяло число, следващо 252 и предхождащо 254.
Двеста петдесет и три с арабски цифри се записва „253“, а с римски – „CCLIII“. Числото 253 е съставено от три цифри от позиционните бройни системи – 2 (две), 5 (пет), 3 (три).

## Общи сведения
- 253 е нечетно число.
- 253-тият ден от невисокосна година е 10 септември.
- 253 е година от Новата ера.